# Weißbier

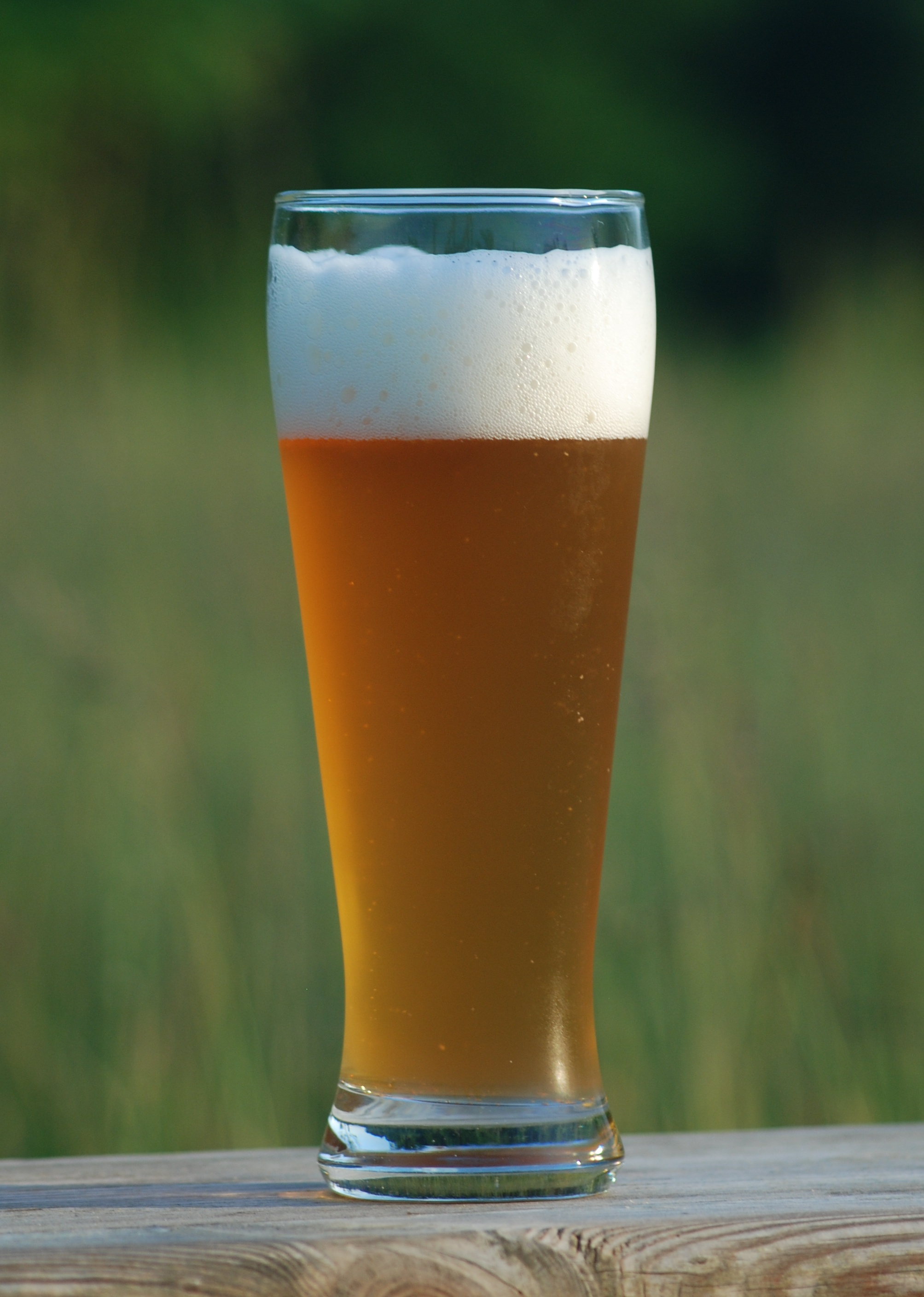
Una Weißbier

La Weißbier (en español, «cerveza blanca») es una variedad de cerveza de trigo típica de la región de Baviera, en el sur de Alemania. Se caracteriza sobre todo por estar hecha no solo con malta de cebada,  sino con una elevada proporción de malta de trigo, que le da una característica tonalidad blanquecina (aspecto turbio) y un ligero sabor a vainilla. 
Su graduación y su sabor tienden a ser suaves, por eso se la considera una cerveza óptima para las estaciones más calurosas. Una variante popular es el refresco veraniego "Russ" o "Russen", mitad cerveza blanca y mitad limonada. Mientras que la mayoría de cervezas se envasan en botellas de 20 o 33 cl, la Weißbier suele comercializarse en botellas de medio litro, tal y como marcan las costumbres alemanas.
Es completamente diferente de la Berliner Weiße, originaria de Berlín. La más antigua receta se usa en la fábrica Schneider de Kelheim, donde se fabrica la Weizenbock como la "Aventinus". La Hefeweißbier o Hefeweizen —de "Hefe" (levadura)— es una variante de la cerveza blanca sin filtrar, con sedimento y turbia.
Las cuatro compañías cerveceras de Weißbier más importantes de Alemania son Erdinger, Paulaner, Franziskaner y Maisel. Otras cerveceras históricas son Augustiner, Weihenstephaner, Schneider (de característico color bronce) y Andechser.